# Remparts du Malzieu-Ville
Les remparts du Malzieu-Ville sont des remparts situés au Malzieu-Ville, en France.

## Localisation
Les remparts sont situés sur la commune du Malzieu-Ville, dans le département français de la Lozère.

## Historique
L'édifice est inscrit au titre des monuments historiques en 1963.